# Prefektura Pieria
Pieria je jedna od grčkih prefektura, dio periferije Središnja Makedonija.

## Općine i zajednice
| Općina       | YPES kod | Sjedište (ako je različito) | Poštanski broj | Pozivni broj |
| ------------ | -------- | --------------------------- | -------------- | ------------ |
| Aiginio      | 4201     |                             | 603 00         | 23530-2      |
| Dio          | 4203     | Kondariotissa               | 601 00         | 23510-51     |
| East Olympos | 4202     | Leptokarya                  | 600 63         | 23520-3      |
| Elafina      | 4204     | Palaio Keramidi             | 601 00         | 23510-92     |
| Katerini     | 4205     |                             | 601 00         | 23510-2 do 7 |
| Kolindros    | 4206     |                             | 600 61         | 23530-3      |
| Korinos      | 4207     |                             | 600 62         | 23510-41     |
| Litochoro    | 4208     |                             | 602 00         | 23520-8      |
| Methoni      | 4209     |                             | 600 66         | 23530-4      |
| Paralia      | 4210     | Kallithea                   | 601 00         | 23510-4      |
| Petra        | 4211     | Milia                       | 601 00         | 23510-8      |
| Pierion      | 4212     | Ritini                      | 601 00         | 23510-82     |
| Pydna        | 4213     |                             | 600 64         | 23510-7      |